# Periscepsia rohweri
Periscepsia rohweri är en tvåvingeart som först beskrevs av Townsend 1915.  Periscepsia rohweri ingår i släktet Periscepsia och familjen parasitflugor. Inga underarter finns listade i Catalogue of Life.